# Limnellia itatiaia
Limnellia itatiaia är en tvåvingeart som beskrevs av Wayne N. Mathis 1980. Limnellia itatiaia ingår i släktet Limnellia och familjen vattenflugor. Inga underarter finns listade i Catalogue of Life.